# Czarna Woda (dopływ Obry)
Czarna Woda – rzeka, prawy dopływ Obry o długości 36,02 km i powierzchni zlewni 306,9 km². 
Rzeka wypływa z łąk koło wsi Konin, przepływa przez Jezioro Konińskie w gminie Lwówek. Płynie wśród piasków Sandru Nowotomyskiego najpierw na południe, a potem na zachód. Pod względem administracyjnym obszar zlewni obejmuje gminy Lwówek, Miedzichowo, Nowy Tomyśl i Zbąszyń, wchodzące w skład powiatu nowotomyskiego. Uchodzi do Obry w Trzcielu w 75,4 km jej biegu. Dopływami Czarnej Wody są: dopływ z Lwówka, Bobrówka (Czarna Woda) oraz Struga Bolewicka. 
W Miedzichowie oddano do użytku w 2013 zbiornik retencyjny w Miedzichowie. Wody dorzecza Czarnej Wody pobierane są na potrzeby stawów rybnych, zlokalizowanych w okolicach miejscowości Jabłonka Stara, Miedzichowo, Stary Folwark. W odróżnieniu od większości dopływów rzeki Obry, charakteryzujących się niską jakością wody, Czarna Woda prowadzi wody zadowalającej jakości.